# 梁興郡
梁興郡，中国南北朝时设置的郡。
南朝梁大通二年（528年）设置梁興郡，和财丘郡同治一城，属陈州。治所在梁兴县（今安徽省临泉县南九十里艾亭镇附近）。辖境相当今安徽省临泉县地。太清三年（549年）被东魏占领，北齐废梁興郡。